# Scleria corymbosa
Scleria corymbosa är en halvgräsart som beskrevs av William Roxburgh. Scleria corymbosa ingår i släktet Scleria och familjen halvgräs. Inga underarter finns listade i Catalogue of Life.